# Анджей Копичиньський
Анджей Копичиньський (пол. Andrzej Kopiczyński; нар. 15 квітня 1934 — пом. 13 жовтня 2016) — польський актор театру і кіно, телебачення та радіо.

## Біографія
Анджей Копичиньський народився в місті Мєндзижец-Підляський. Акторську освіту здобув у Кіношколі в Лодзі, яку закінчив у 1958 році.
Дебютував у кіно в 1957 році, а в театрі в 1958 році. Анджей Копичиньський працював актором театрів у різних польських містах (Ольштин, Бидгощ, Кошалін, Щецин, Варшава). Виступав у виставах Театру Телебачення і Театру Польського радіо.

## Вибрана фільмографія
- 1957 — Справжній кінець великої війни / Prawdziwy koniec wielkiej wojny
- 1958 — Зателефонуйте моїй дружині / Co řekne žena?
- 1964 — Кінець нашого світу / Koniec naszego świata
- 1965 — Гаряча лінія / Gorąca linia
- 1966 — Терпкий глід / Cierpkie głogi
- 1967 — Юлія, Ганна, Геновефа / Julia, Anna, Genowefa
- 1969 — Червона горобина / Jarzębina czerwona
- 1970 — Правді в очі / Prawdzie w oczy
- 1970 — Колумби / Kolumbowie (только в 5-й серии)
- 1970 — Пастка / Pułapka
- 1972 — 150 км на годину / 150 na godzinę
- 1972 — Коперник / Kopernik
- 1972 — Еліксир диявола / Die Elixiere des Teufels / Elixíry ďábla (НДР / Чехословаччина)
- 1974—1977 — Сорокалітній / 40-latek
- 1976 — Я - метелик, або Роман сорокарічного / Motylem jestem, czyli romans 40-latka
- 1978 — Життя, повне ризику / Życie na gorąco (лише в 6-й серії)
- 1981 — Любов тобі все простить / Miłość ci wszystko wybaczy
- 1982 — Знахар / Znachor
- 1987 — Райський птах / Rajski ptak
- 1988 — Неймовірна подорож Бальтазара Кобера / Niezwykła podróż Baltazara Kobera
- 1990 — Корчак / Korczak
- 1999 — Вогнем і мечем / Ogniem i mieczem = Зацвіліховський
- 2011 — Варшавська битва. 1920 / 1920 Bitwa Warszawska

## Визнання
- 1963 — Приз Польського радіо для молодого актора (Фестиваль російських і радянських п'єс у Катовицях).
- 1975 — Золотий Хрест Заслуги.
- 1978 — Нагорода «Комітету у справи радіо і телебачення» 1-го ступеня.